# Favela

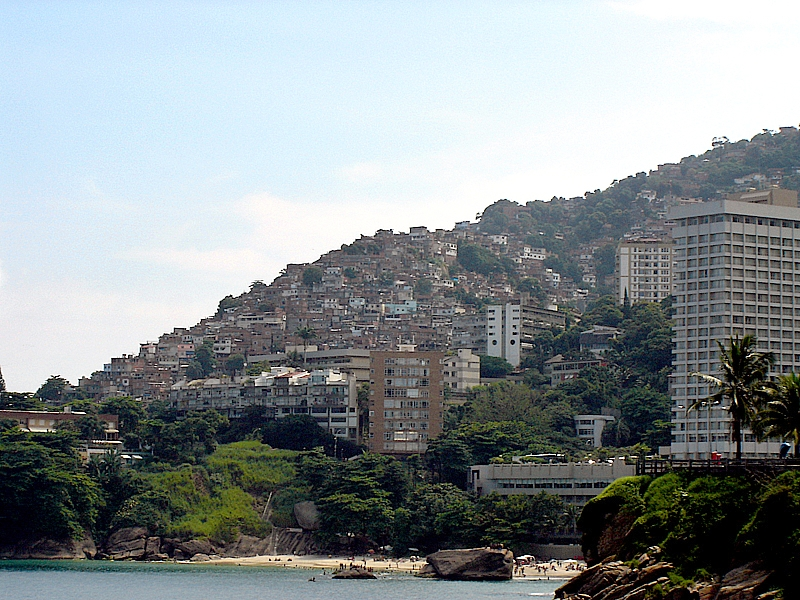
Vidigal, una favela di Rio de Janeiro

Con il termine favela (in portoghese; al plurale: favelas) si indicano le baraccopoli brasiliane, costruite generalmente alla periferia delle maggiori città. Le abitazioni sono costruite con diversi materiali, da semplici mattoni a scarti recuperati dall'immondizia e molto spesso le coperture sono lamiere di Eternit. Problemi comuni in questi quartieri sono il degrado, la criminalità diffusa e gravi problemi di igiene pubblica dovuti alla mancanza di idonei sistemi di fognatura e acqua potabile. Sebbene le più famose fra esse siano localizzate nei sobborghi di Rio de Janeiro, vi sono favelas in tutte le principali città del paese.
Nel corso degli anni la maggior parte della popolazione povera, costituita per lo più da ex schiavi liberati in seguito alla legge Aurea del 1888, si trasferì lì rimpiazzando gli originali rifugiati e divenendo il gruppo etnico maggioritario. Tuttavia, molto prima che il primo insediamento chiamato "favela" diventasse una realtà, i neri liberati venivano allontanati dal centro della città verso i sobborghi. Le favele erano abitativamente vantaggiose per loro poiché gli permettevano di essere vicini al lavoro, e nello stesso tempo di tenersi lontani da luoghi nei quali non erano voluti.
La maggior parte degli abitanti di una favela (chiamati in senso dispregiativo favelados) è povera e vive con meno di 100 dollari al mese. Le abitazioni sviluppate in maniera irregolare e con materiali di bassa qualità sono spesso costruite sui fianchi delle colline (in portoghese morros) su un terreno franabile in precedenza ricoperto da vegetazione. Le piogge torrenziali tipiche di queste zone causano numerosi crolli e anche un elevato numero di vittime. Il degrado sociale e la povertà favoriscono anche il sorgere di attività criminali. Nei decenni più recenti, le favelas sono state disturbate dai crimini legati alla droga e alla guerra tra gang. Secondo alcuni un codice sociale comune proibisce ai residenti delle favelas di essere coinvolti in attività criminali all'interno della loro stessa favela e l'ordine viene mantenuto dalle organizzazioni criminali che si sostituiscono al potere dello Stato. Le favelas sono spesso considerate una disgrazia ed una vergogna dai brasiliani ma possono essere viste come una conseguenza della distribuzione ineguale della ricchezza nel paese e alla mancanza di politiche a sostegno della popolazione più povera.
La maggior parte delle attuali favelas carioca crebbe negli anni settanta, quando il boom dell'edilizia dei quartieri più ricchi spinse un gran numero di lavoratori ad una sorta di esodo dagli stati più poveri del Brasile verso Rio de Janeiro in cerca di fortuna. Vasti allagamenti nelle aree povere a bassa quota di Rio contribuirono inoltre a far muovere la gente verso le favelas, le quali si trovano sui versanti collinari della città.
Secondo una ricerca del 2011 fatta dall'Istituto brasiliano di geografia e statistica, IBGE, oltre 11,4 milioni di cittadini brasiliani, ovvero circa il 6% della popolazione, vivono nelle favelas.

## Etimologia
L'origine del termine "favela" si trova nell'episodio storico noto come Guerra di Canudos (1895-1896) nello Stato di Bahia. La cittadella di Canudos fu costruita accanto ad alcune colline, tra cui Morro da Favela (lett. Collina della Favela, ndT), una collina sulla quale l'esercito brasiliano piazzò un cannone d'artiglieria che distrusse la chiesa della comunità religiosa, facente capo ad Antônio Conselheiro, la quale rifiutava l'autorità della appena sorta Repubblica Brasiliana, la collina portava quel nome per la presenza dell'abbondante pianta Cnidoscolus quercifolius (popolarmente chiamata favela) che copriva la regione. Alcuni dei soldati che andarono in guerra, ai quali era stata promessa, in cambio, una casa di proprietà al loro ritorno, tornando a Rio de Janeiro nel 1897 smisero di ricevere la paga, così dapprima assediarono il palazzo del Ministero dell'Esercito, sulla Avenida Presidente Vargas, per protestare, ma non ottenendo risultati si stabilirono sulla collina alle spalle del Ministero il Morro da Providência (lett. Collina della Provvidenza, ndT), improvvisando la costruzione di edifici provvisori, appunto baracche. Il luogo divenne popolarmente noto come Morro da Favela, in riferimento alla "favela" originale. Il nome favela divenne noto e negli anni 1920, gli alloggi improvvisati, senza infrastrutture, che occupavano le colline iniziarono ad essere chiamati favelas.
Il termine "agglomerato subnormale", precedentemente noto come Zonas Especiais de Interesse Social (Zone Speciali di Interesse Sociale, ndT), è stato utilizzato da IBGE (Instituto Brasileiro de Geografia e Estatística) dal 2010, per designare un gruppo costituito da almeno 51 unità abitative (baracche, case, ecc.), che occupano o hanno occupato fino a periodi recenti, terreni di proprietà di terzi (pubblici o privati), generalmente disposti in modo disordinato e denso, privi principalmente di servizi pubblici ed essenziali.
Secondo l'IBGE, gli agglomerati subnormali si possono inquadrare, osservando i criteri dei modelli di urbanizzazione e/o i modelli di precarietà dei servizi pubblici essenziali, nelle seguenti categorie: invasione, suddivisione irregolare o clandestina, aree invase e suddivisioni irregolari e illegali in aree regolarizzate in periodo recente.

## Storia

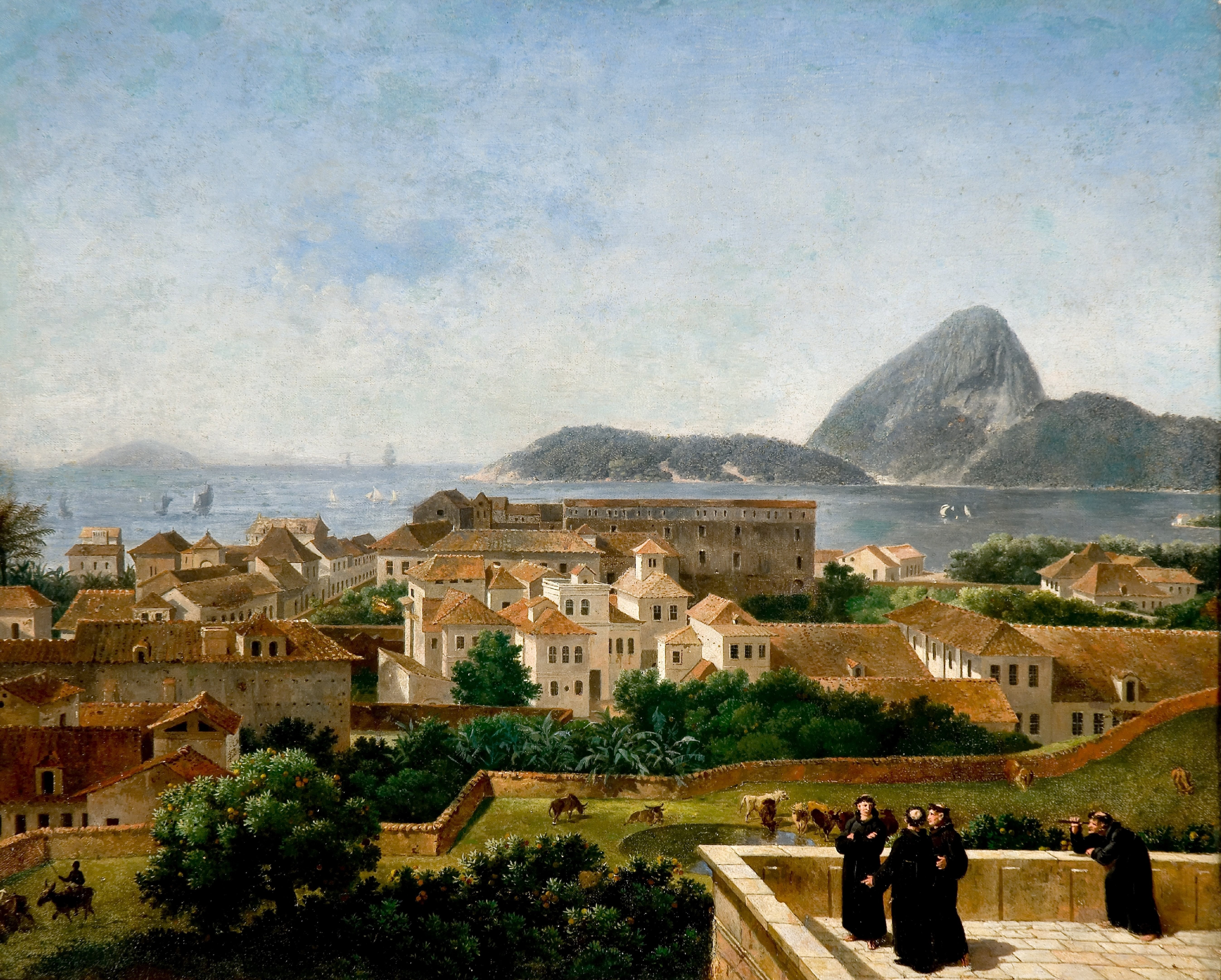
Vista dalla cima del Morro de Santo Antônio, di Nicolas-Antoine Taunay (c.1816). Si ritiene che in questa collina, nel 1897, sia apparsa la prima favela del paese.

Le favelas hanno avuto origine nella città di Rio de Janeiro a metà del XIX secolo. Le trasformazioni sociali innescate da fenomeni come il declino della produzione di caffè nella valle del Paraíba, l'abolizione della schiavitù e l'inizio dello sviluppo del processo industriale nel paese, portarono molti ex schiavi ed europei, in particolare portoghesi, nell'allora capitale del Brasile. La grande crescita demografica della città riempì la sua area centrale, che tradizionalmente focalizzata diversi Cortiço (nome dato, in Brasile e Portogallo, a una casa le cui stanze vengono affittate, ognuna fungendo da casa per una famiglia; l'edificio, con servizi igienici comuni, solitamente era occupato da famiglie a basso reddito; gli appartamenti venivano tecnicamente chiamati "alloggi collettivi precari", o HCPA). L'allora sindaco della città, Cândido Barata Ribeiro, iniziò la persecuzione di questo tipo di abitazioni, che culminò, nel 1893, con la demolizione del cortiço "Cabeça de Porco" (chiamato così perché i poveri abitanti misero sarcasticamente una Testa di Maiale all'ingresso in contrapposizione ai ricchi che erano soliti mettere la testa di un leone all'ingresso delle proprie abitazioni), situata in prossimità delle attuali zone di Campo de Santana, Campo da Aclamação, per far posto ad un tunnel stradale; l'intero processo di sfratto provocò lo sfollamento di circa 4.000 persone e un gruppo di ex inquilini del cortiço (un centinaio, circa) ottenne il permesso di costruire le loro abitazioni presso il Morro da Providência, successivamente il gruppo di soldati che combatterono nella Revolta da Armada, spostando qui la protesta per le mancate promesse del Ministero e l'interruzione della paga, vi costruirono le loro case come sul Morro de Santo Antônio, iniziando il primo insediamento che in seguito sarebbe stato chiamato, appunto, "favela". Secondo la tradizione la costruzione delle baracche avvenne proprio utilizzando le grandi casse di legno nelle quali vennero trasportati i cannoni della Krupp utilizzati a Canudos.
Nel 1897, circa 20.000 soldati che erano tornati a Rio de Janeiro dopo la Guerra di Canudos, nella provincia orientale di Bahia, iniziarono a vivere nella già abitata Morro da Providência. Durante il conflitto, le truppe governative erano rimaste nella regione vicino a una collina chiamata "Favela", il nome di una pianta resistente nella famiglia delle Euphorbiaceae, dotata di spine che causano una forte irritazione quando entrano in contatto con la pelle umana e che era comune nella regione. La pianta apparteneva alla specie Cnidoscolus quercifolius , chiamata albero "faveleira". Poiché ospitava persone che avevano combattuto in quel conflitto, l'insediamento di Morro da Providência ricevette il soprannome di "Morro da Favela". Il nome divenne popolare e, a partire dagli anni 1920, le colline coperte da baracche e tuguri arrivarono ad essere chiamate favelas.
Le favelas si sono formate prima della densa occupazione delle città e del dominio degli interessi immobiliari. Molti politici federali, statali e municipali, nel tempo, per consentire lo sviluppo immobiliare dei ricchi gruppi costruttori, non si facevano scrupoli ad abbattere inesorabilmente i cortiços sfrattando i residenti e non preoccupandosi di trovare loro una sistemazione alternativa, cosicché questi erano, di fatto, costretti a trovarsi autonomamente un'alternativa abitativa insediandosi nei territori dove costruirono ed ampliarono le baraccopoli.

Favela del Morro da Providência

La prima favela attuale fu registrata nei primi anni 1920, sebbene insediamenti simili esistessero già dal XIX secolo. La crisi abitativa degli anni '40 costrinse i cittadini più poveri delle città a costruire centinaia di baracche nei sobborghi e queste favelas andarono sostituendo i cortiços via via abbattuti come il principale tipo di residenza per i "carioca" bisognosi. L'era della crescita esplosiva delle favelas iniziò negli anni '40, quando il processo di industrializzazione del governo Getúlio Vargas portò centinaia di migliaia di migranti nel Distretto Federale, fino al 1970, quando le favelas si estesero oltre l'area urbana di Rio e alla periferia metropolitana. La maggior parte delle favelas attuali si ebbero negli anni '70, quando la forte crescita economica brasiliana durante il regime militare ha iniziato un processo di esodo rurale di lavoratori dagli stati più poveri del Brasile verso regioni più ricche, che hanno formato enormi comunità in termini di popolazione. Da quando questi cluster sono stati creati, anche in condizioni diverse, ma con risultati finali simili, il termine favela è stato generalmente attribuito a qualsiasi area impoverita in una città.
Le favelas, i bassifondi, baraccopoli, sono generalmente costruiti nei sobborghi della città principale, diventando vere e proprie espansioni della città. Nel corso del tempo, le comunità nelle baraccopoli spesso iniziano a formare e sviluppare una serie di organizzazioni e associazioni sociali e religiose con l'obiettivo di ottenere servizi come l'acqua corrente e l'elettricità. A volte, i residenti (in senso peggiorativo chiamati favelados) possono vincere il titolo della terra e quindi sono in grado di migliorare le loro case. A causa del sovraffollamento, delle condizioni antigieniche, della malnutrizione e dell'inquinamento, le malattie sono comuni nelle favelas più povere e i tassi di mortalità infantile sono alti.

## Favelas famose
Le favelas più conosciute sono quelle attorno a Rio de Janeiro. Esse illustrano drammaticamente la differenza esistente tra la povertà ed il benessere, posizionate proprio accanto agli edifici lussuosi e agli appartamenti della società d'élite di Rio. Alcune colline di Rio sono densamente popolate da favelas. Nel 2004, si stimò che il 19% della popolazione di Rio vivesse nelle favelas. Rocinha, Parada de Lucas, Maré e Turano sono alcune tra le più famose favelas di Rio.
La Cidade de Deus resa famosa dal film omonimo (del 2002) è spesso erroneamente definita favela. Tuttavia, questo sito abitativo creato dal governo per rimpiazzare una preesistente occupazione abusiva, era un quartiere modello che in seguito degradò con l'arrivo di un numero di nuovi abitanti provenienti dalle regioni più povere del paese, divenendo sempre più caotico e malfamato. Due condomini a Leblon, quartiere ricco di Rio de Janeiro (molto vicino a Rocinha) sono spesso sarcasticamente chiamati favelas dai residenti. Tuttavia, questi sono dei veri condomini urbanizzati e con le relative utenze. Uno, che si trova di fronte alla Pontificia Università Cattolica PUC-Rio (una rinomata e costosa università privata) fu costruito dal governo. L'altro, a sud dello stadio di calcio, fu donato agli abitanti delle favelas da un benestante benefattore. Molto spesso quindi il termine favela definisce quartieri o zone povere degradate indipendentemente dall'origine urbanistica delle stesse.

## Elenco delle Favelas

### Minas Gerais
- Belo Horizonte
  - Aglomerado da Serra
  - Morro do Papagaio
  - Acaba Mundo

### Rio de Janeiro
- Niterói
  - Grota do Surucucu
  - Morro do Estado
- Rio de Janeiro
  - Babilônia
  - Benjamin Constant
  - Cajueiro
  - Cantagalo
  - Chapéu Mangueira
  - Cidade de Deus
  - Complexo da Maré
  - Complexo do Alemão
  - do Humaitá
  - Dona Marta
  - Jacarezinho
  - Ladeira dos Tabajaras
  - Mangueira
  - Manguinhos
  - Mineira
  - Morro Azul
  - Morro da Babilônia
  - Morro de Santa Marta
  - Morro do Borel
  - Morro dos Cabritos
  - Morro do Cantagalo
  - Morro dos Macacos
  - Pavão-Pavãozinho
  - Rocinha
  - Salgueiro
  - Serrinha
  - Tavares Bastos
  - Tuiuti
  - Turano
  - Varginha 
  - Vidigal
  - Vigário Geral
  - Vila Cruzeiro
  - Vila Parque da Cidade
  - Vila Pereira da Silva (Pereirão)

### San Paolo
- San Paolo
  - Heliópolis
  - Paraisópolis
  - Vila Nova Jaguaré
  - Radar (favela)
  - Vietnã
  - Favela da Alba
  - Buraco Quente
  - Morro do Piolho

### Pernambuco
- Recife
  - Brasília Teimosa
  - Vila de Deus
  - Iraque
  - Ilha das Cobras
  - Ilha Joana Bezerra
  - Alto dos Milagres
  - Suvaco da Cobra
  - Linha do Metro
  - Entra a Pulso
- Olinda
  - V8
  - Ilha do Rato
  - Ilha do Maruim

### Bahia
- Alagados